# Ultimate Marvel
Ultimate Marvel — імпринт видавництва коміксів Marvel Comics. Під цим імпринтом виходили комікси з переосмисленими версіями персонажів компанії, включаючи нові версії: Людини-павука, Людей Ікс, Месників і Фантастичної четвірки.
Імпринт був запущений у 2000 році зі стартом серій Ultimate Spider-Man та Ultimate X-Men, які дали нові походження "новим" персонажам. Всесвіт був пронумерований як Земля-1610 у Мультивсесвіті Marvel, який містить нескінченну кількість альтернативних всесвітів.
Українською мовою виходило кілька коміксів з цього імпринту:
Northern Lights:
- Абсолютний Росомаха проти Халка
- Ultimate Comics Armor Wars